# Marlattiella maculata
Marlattiella maculata är en stekelart som beskrevs av Hayat 1974. Marlattiella maculata ingår i släktet Marlattiella och familjen växtlussteklar. Inga underarter finns listade i Catalogue of Life.